# Моравия, Уильям де, 3-й граф Сазерленд
Уильям де Моравия (англ. William de Moravia; умер в 1330) — шотландский аристократ, 3-й граф Сазерленд с 1307 года.

## Биография
Уильям был сыном 2-го графа Сазерленда того же имени. Будучи ещё несовершеннолетним, он унаследовал владения и титул отца (1307) и оказался под опекой сэра Джона Росса. Вместе с опекуном Уильям перешёл на сторону Роберта Брюса в 1308 году и принял участие в работе первого парламента, созванного этим королём. В 1309 году он был признан совершеннолетним. Граф сохранял лояльность Брюсу, но о его деятельности мало что известно.
Уильям умер до декабря 1330 года неженатым. Наследником стал его младший брат Кеннет.